# Langya henipavirus
Langya henipavirus (LayV), també conegut com a virus Langya, és una espècie d'henipavirus detectada per primera vegada a les províncies xineses de Shandong i Henan.
S'ha anunciat 35 pacients des del 2018 fins a l'agost del 2022. Tots menys 9 dels 35 casos a la Xina només estaven infectats amb LayV, amb símptomes com febre, fatiga muscular i tos. No s'han informat morts a causa de LayV a l'agost de 2022.
Langya henipavirus afecta espècies com ara humans, gossos, cabres i el seu presumpte hoste original, les musaranyes. Els 35 casos no estaven en contacte entre ells, i no se sap (a l'agost 2022) si el virus és capaç de transmetre's d'humà a humà.

## Etimologia
El nom del virus en xinès simplificat (琅琊病毒, Lángyá bìngdú) fa referència a la Comandància de Langya, una comandància històrica de l'actual Shandong, Xina.

## Classificació
Langya henipavirus es classifica com a henipavirus de la família Paramyxoviridae. El seu parent més proper, Mòjiāng henipavirus, és l'únic altre henipavirus que no es troba principalment als ratpenats. També està estretament relacionat amb el virus Nipah i el virus Hendra.

## Símptomes
De les 35 persones infectades amb el virus, 26 van ser identificades com no mostrant signes d'una altra infecció. Els pacients infectats presenten símptomes com febre (100%), fatiga muscular (54%), tos (50%), pèrdua de gana (50%), dolors musculars (46%), nàusees (38%), mal de cap (35%) i vòmits (35%).
Les proves de laboratori van revelar trombocitopènia, leucopènia (54%), baix recompte de plaquetes (35%), insuficiència hepàtica (35%) o renal (8%).

## Transmissió
Els investigadors que van identificar el virus van trobar anticossos LayV en unes quantes cabres i gossos, i van identificar l'ARN viral LayV en el 27% de les 262 musaranyes que van mostrejar. No van trobar proves sòlides de la propagació del virus entre les persones.
Un investigador va comentar al NEJM que els henipavirus no s'acostumen a estendre entre persones i, per tant, és poc probable que LayV es converteixi en una pandèmia, afirmant: «L'únic henipavirus que ha mostrat algun signe de transmissió d'humà a humà és el virus Nipah i que requereix un contacte molt proper. No crec que això tingui gaire potencial pandèmic».
Un altre investigador va assenyalar que LayV no es transmet fàcilment de persona a persona i que la font més probable d'una pandèmia futura seria un virus que «salti» d'animals a humans.

## Mesures de control
Els Centres de Control de Malalties de Taiwan van dir l'agost de 2022 que establirien un mètode de prova d'àcid nucleic per identificar el virus i reforçar la vigilància.